# 모영일
모영일(Yeongil Mo, 1966년 10월 6일 ~ )은 대한민국의 기업인으로, 현 (주)지앤지커머스 대표이사이다.

## 학력
- 2010 : 건국대학교 일반대학원 첨단기술시스템 전공 공학박사
- 2007 : 데일 카네기 스쿨 CEO과정 수료
- 2006 : 미국 보스턴대학교 BU GLOBAL CTO과정 수료
- 2006 : 건국대학교 일반대학원 벤처전문기술학과 석사 졸업
- 2005 : 서울대학교 AFB CEO과정 수료(최우수상)
- 2004 : 일본 와세다대학교 비지니스스쿨 CEO과정 수료
- 1992 : 전북대학교 상과대학 경영학과 졸업
- 1985 : 상산고등학교 졸업

## 경력
- 2004 - 2015 : G&G IT기술개발연구소 (과기부인정 제20041887호)소장 겸임
- 2002 - : 현, (주)지앤지커머스 대표이사
- 1998 - : 하나시스템 대표
- 1995 - : 고려GS 대표
- 1992 - : 삼성 대졸 공채 32기 입사

## 상훈
- 2014 : 중소기업기술혁신 유공자표창–대통령표창 (안전행정부)
- 2011 : 기술혁신 유공자 표창 – 국무총리표창 (행정안전부)
- 2008. : 정보통신부장관 상 (신 소프트웨어대상) (정보통신부)
- 2005 : 국가 과학기술발전 유공자표창–부총리 겸 과학기술부 장관 (과학기술부)
- 2003 : 디지털 이노베이션대상 100대 우수기업상(산업자원부)
- 2004 : 창업비즈니스모델 중소기업청장상 (중소기업청)
- 2003 : 벤처히트상 (서울경제신문)
- 2003 : e커머스어워즈 EC서비스분야 우수상 (서울경제신문)
- 2003 : 전자상거래부문 우수기업상 (스포츠서울)

## 저서
- 2019.04 : 도매판매 완벽분석(앤써북)
- 2015.10 : 도매꾹 완벽분석(앤써북)
- 2012.12 : 도매시장 완벽분석(앤써북)
- 2012.04 : 도매꾹과 GBC가 함께하는 나는 G마켓 옥션에서도 팔고 이베이 에서도 판다(앤써북)
- 2010.03 : 나는 G마켓, 옥션에서도 팔고 이베이에서도 판다 (앤써북)
- 2008.06 : 인터넷 쇼핑몰 Made in China로 승부하라 (정보문화사)
- 2007.04 : 돈버는 재미가 가득한 7대 오픈마켓 인터넷 창업 (정보문화사)
- 2006.08 : 인터넷 무역, 오퍼상 절대로 하지마라(정보문화사)
- 2005.05 : 인터넷 투잡스로 부자되는 법(도서출판 예산)